# Seini

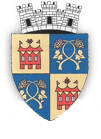
Herb miasta Seini

Seini (niem. Leuchtenburg; węg. Szinérváralja) – miasto w północno-zachodniej Rumunii, w okręgu Marmarosz, w północnym Siedmiogrodzie. Liczy 9439 mieszkańców. Prawa miejskie uzyskało w 1490. Położone jest 26 kilometrów na północny zachód od Baia Mare, 42 kilometrów na wschód od Satu Mare, 24 kilometrów na południowy wschód od Negrești-Oaș. Powierzchnia miasta wynosi 58,91 km².